# 国務院香港マカオ事務弁公室

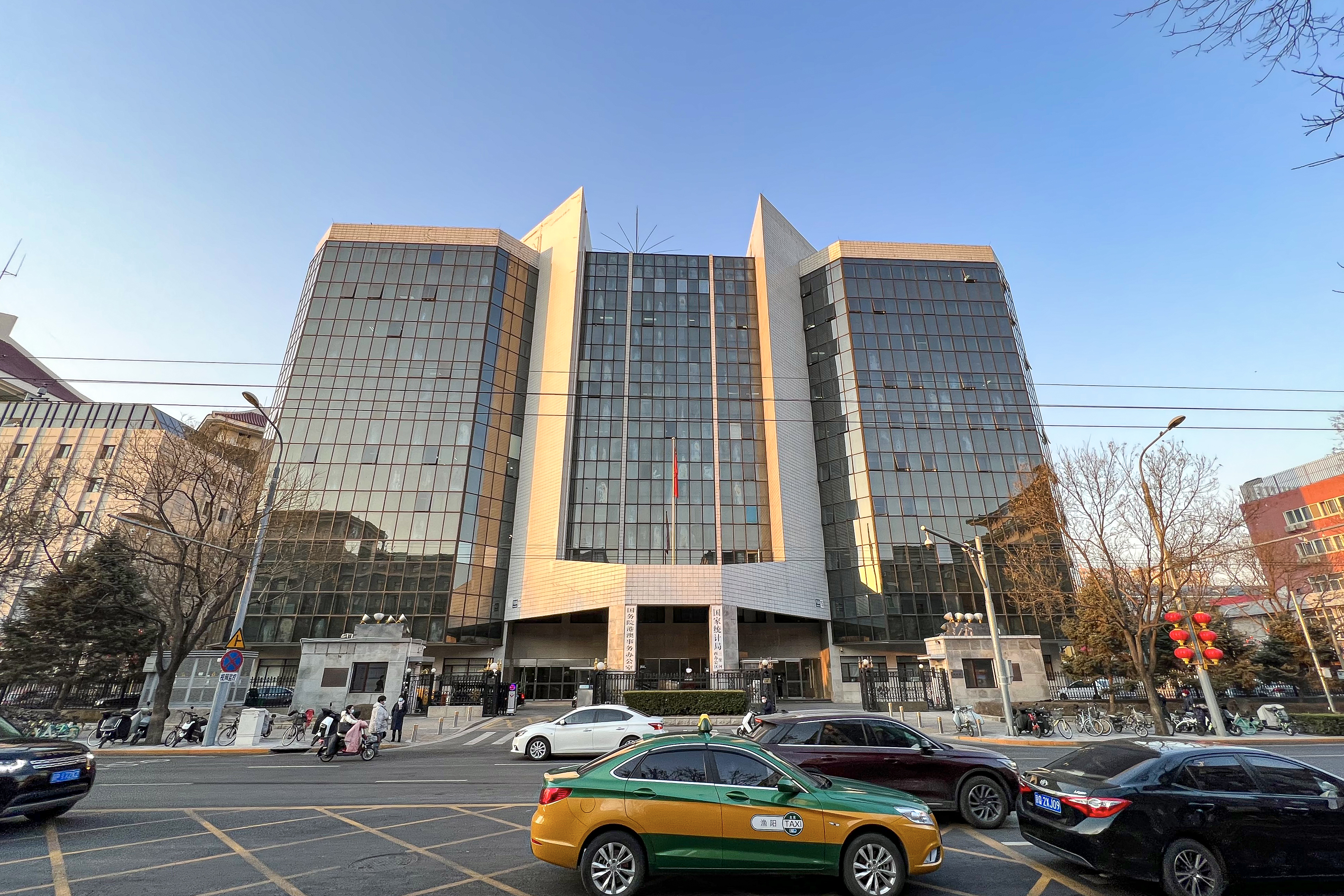
国務院香港マカオ事務弁公室

国務院香港マカオ事務弁公室（こくむいんホンコンマカオじむべんこうしつ、国务院港澳事务办公室、国务院港澳办、Hong Kong and Macau Office of the State Council, HMO) 、または中共中央港澳工作弁公室（ちゅうきょちゅうおうこんおうこうさくべんこうしつ、中共中央港澳工作办公室，中央港澳办）は、中華人民共和国国務院の香港・マカオ政策と両特別行政区との関係を管轄する官庁である。

## 主な職務
1. 香港マカオの社会や各方面に関する研究
2. 各部や地方政府と香港・マカオ特別行政区の当局間の連絡を監督、調整する。
3. 香港行政長官・マカオ行政長官と中央政府の業務関係を管轄する。
4. 香港･マカオと本土の経済、科学教育、文化などの協力および交流を促進、調整する。
5. 公務による香港･マカオへの出張に関する審査や、証明書の発行などの管理。
6. 香港･マカオの中国資本企業・組織や、労務輸出の管理への参画。
7. 香港基本法・マカオ基本法や中央政府の香港・マカオに対する方針・政策の宣伝。

## 組織
内部組織は、以下の通りである。(「司」は日本の官庁における局にあたる)
1. 秘書行政司（人事司）
2. 総合司
3. 政研司（政治研修司）
4. 連絡司
5. 交流司
6. 法律司

このほか、中国共産党機関委員会が設置されている。また、付属機関として香港マカオ研究所がある。同研究所により、毎年「香港マカオ経済年鑑」が発行されている。

## 幹部
- 主任 - 夏宝竜
- 副主任 - 周波、張暁明、華建である。

## 歴任主任
1. 廖承志（1978年－1983年）
2. 姫鵬飛（1983年－1990年）
3. 魯　平（1990年－1997年）
4. 廖　暉（1997年－2010年）
5. 王光亜（2010年－2017年）
6. 張暁明（2017年－2020年）
7. 夏宝竜（2020年－）

## 所在地
- 北京市西城区月壇南街77号